# Resistência dos materiais
Na engenharia dos materiais, a resistência dos materiais é a capacidade do material de resistir a uma força a ele aplicada. A resistência de um material é dada em função de seu processo de fabricação e os cientistas empregam uma variedade de processos para alterar essa resistência posteriormente. Estes processos incluem encruamento (deformação a frio), adição de elementos químicos, tratamento térmico e alteração do tamanho dos grãos. Estes métodos podem ser perfeitamente quantificados e qualificados. Entretanto, tornar materiais mais fortes pode estar associado a uma deterioração de outras propriedades mecânicas. Por exemplo, na alteração do tamanho dos grãos, embora o limite de escoamento seja maximizado com a diminuição do tamanho dos grãos, grãos muito pequenos tornam o material quebradiço. Em geral, o limite de escoamento de um material é um indicador adequado de sua resistência mecânica.
O dimensionamento de peças, que é o maior objetivo do estudo da resistência dos materiais, se resume em analisar as forças atuantes na peça, para que a inércia da mesma continue existindo e para que ela suporte os esforços empregados.
Para isso é preciso conhecer o limite do material. Isso pode ser obtido através de ensaios que, basicamente, submetem a peça ao esforço que ela deverá sofrer onde será empregada, a condições padrão, para que se possa analisar o seu comportamento. Esses dados são demonstrados em gráficos de tensão x deformação.
A tensão em que nos baseamos é o limite entre o regime elástico e o plástico. Mas para fins de segurança é utilizado um c.s. (coeficiente de segurança) que faz com que dimensionemos a peça para suportar uma tensão maior que a tensão limite mencionada acima.
Tudo isso é necessário para que se obtenha total certeza nos resultados, já que pequenos erros podem acarretar grandes problemas mais adiante, isso se agrava mais ainda se estivermos falando de pessoas que podem ter suas vidas colocadas em perigo por um cálculo mal feito.
A ciência de resistência dos materiais é também muito importante para que não se tenha prejuízos gastando mais material do que o necessário, acarretando também em outro problema que é o excesso de peso. Pois a forma da peça também influencia na sua resistência, assim pode-se diminuir a quantidade de material sem interferir na mesma.

## Os pré-conhecimentos das antigas civilizações
Desde a antiguidade, onde o homem iniciou a arte e ciência de construir, sempre houve a necessidade de obter os conhecimentos da resistência dos materiais. Foi observado que apenas com tais conhecimentos haveria a possibilidade de gerar regras, padrões e procedimentos para determinar quais dimensões seriam seguras para atuar como elementos em dispositivos e estruturas.
As civilizações mais antigas da humanidade já haviam se lançado no estudo dos materiais. Os egípcios inegavelmente já possuíam grandes conhecimentos desta área, pois sem eles seria impossível terem construído as pirâmides do Egito. Logo a frente, os gregos trariam mais um avanço na construção, criando e utilizando princípios de estática, a qual corresponde a base da resistência dos materiais. Arquimedes (287-212 a.C.) deu uma enorme prova a respeito de condições de equilíbrio, ao utilizar uma alavanca, esboçando métodos de verificação de centro de gravidade dos corpos. Aplicou também sua teoria na construção de grandes dispositivos, tais como guinchos e guindastes.
Mais tarde, outra civilização contribuiu com a resistência dos materiais: os romanos. Eram grandes construtores, pois além de elaborarem monumentos e templos, muitas de suas estradas, pontes e fortes estão mantidas até os dias atuais. Um de seus principais trunfos nas construções foram os arcos. Embora, comparando-se a proporção dos arcos romanos com os utilizados atualmente, pode-se notar que hoje as estruturas são muito mais leves. Os romanos não possuíam ainda conhecimentos de análise dos esforços, assim, não tinham a base necessária para a escolha do formato correto de apoio, utilizando-se geralmente de arcos semicirculares de vãos relativamente pequenos.

### Leonardo da Vinci e o estudo das vigas
Durante a Idade Média, grande parte do que foi estudado e descoberto fora perdido, sendo recuperado apenas com a chegada do Renascimento. Durante este período, o interesse pela ciência voltava à tona, surgindo grandes talentos artísticos no ramo da engenharia e arquitetura como Leonardo da Vinci. Sem dúvida, este fora o maior nome naquela época. Não escreveu livros, porém muita informação fora encontrada em seus cadernos, demonstrando suas grandes descobertas em diversos ramos da ciência. Leonardo da Vinci era fascinado especialmente pela mecânica, sendo uma de suas anotações: "A mecânica é o paraíso da ciência matemática porque é onde colhemos os frutos da matemática". Utilizava-se muito do método de análise dos momentos para a solução de diversos problemas e ainda, aplicava a noção de deslocamento virtual para a análise de sistemas com polias e alavancas. Diferente dos romanos, possuía uma visão mais sensata sobre a utilização dos arcos. Leonardo da Vinci estudou a resistência dos materiais de forma experimental. A partir de sua análise de resistência de vigas, ele declarou: “Em todo objeto que é apoiado, mas que pode se curvar, e que apresenta seção transversal e material uniformes, a parte que está mais distante dos apoios será a que mais vai se curvar”. Recomendou que uma série de testes fosse realizada, iniciando-se com uma viga que possa sustentar uma carga definida quando apoiada em ambos os lados. Depois, deveria testar sucessivamente vigas da mesma espessura e largura, e em seguida registrar que carga estas seriam capazes de suportar. Concluiu, enfim, que a resistência de vigas apoiadas em ambas extremidades varia inversamente com o comprimento e diretamente com a largura. Realizou, ainda, alguma investigação em vigas tendo uma extremidade fixa e outra livre. Atestou, então: "Se uma viga de 2 braças de comprimento suporta 100 libras, uma viga de 1 braça de comprimento suportará 200. Quanto mais vezes o menor comprimento é contido no maior, tantas mais vezes mais carga que o maior aquele comprimento suportará”. Aparentemente, Leonardo da Vinci também investigou algo sobre resistência de colunas, afirmando que esta varia inversamente com seus comprimentos, mas diretamente com o raio de suas secções transversais. Os estudos de Leonardo da Vinci comprovam a primeira provável tentativa de aplicar a estática para determinar as forças atuantes em elementos de estruturas. Além disso, seria ele o responsável pelos primeiros experimentos para averiguar a resistência de materiais estruturais. Apesar de ter feito estudos tão grandiosos, estes foram enterrados com Leonardo em suas anotações e os engenheiros dos séculos XV e XVI continuaram ao estilo romano de dimensionar os elementos de estruturas através de experiência e bom-senso.

### Galileu Galilei torna a resistência dos materiais ciência
Apenas no século XVII aconteceriam as primeiras tentativas de encontrar dimensões seguras de elementos de estruturas, de forma analítica. O famoso livro "The New Sciences", de Galileu Galilei, apresenta o esforço do mesmo em organizar métodos aplicáveis as análises de esforços em sequências lógicas. Assim, tem o início da resistência dos materiais como ciência. Os primeiros dois diálogos de seu livro apresentam o trabalho de Galileu na área da mecânica. Ele começa com algumas observações feitas durante uma visita sua a um arsenal veneziano e discute geometricamente estruturas parecidas. Afirma então que se construirmos estruturas geometricamente similares, porém, com aumento gradativo de suas dimensões, elas se tornam cada vez mais fracas. Com o intuito de explicar melhor sua ideia, disse: “Um pequeno obelisco ou coluna ou outra figura sólida pode certamente ser deitada ou colocada em pé sem perigo de se quebrar, enquanto que outras maiores são partidas em pedaços devido à mais sutil das perturbações, e isto exclusivamente por causa da ação de seu próprio peso”. Para provar sua afirmação, começou com uma consideração quanto a resistência de materiais submetidos á tensões simples e atesta que a resistência de uma barra é referente à sua secção transversal, não a seu comprimento. Galileu denomina esta resistência da barra de “resistência absoluta à ruptura”. Investigou em seguida a resistência de barras engastadas em apenas uma das extremidades e com uma carga na outra. Então, Galileu assume, incorretamente, que os materiais sigam a Lei de Hooke até o momento em que se rompem. Assim, a teoria de Galileu acaba por fornecer valores de carga de ruptura deste tipo de estrutura maiores que os aceitos atualmente como corretos. Galileu segue com suas investigações e comprova, assim, relações coerentes entre os parâmetros da barra (comprimento, largura, espessura e área de sua secção transversal) e sua resistência "absoluta". Através de seus experimentos, Galileu determina uma ressalva de aplicação geral: “Você pode ver plenamente a impossibilidade de se aumentar o tamanho de estruturas até vastas dimensões tanto na arte como na natureza; da mesma forma que é impossível a construção de barcos, palácios, ou templos de enorme tamanho de forma que seus remos, pátios, vigas, e todas as suas outras partes permaneçam unidas; também não consegue a natureza produzir árvores de tamanho exagerado porque seus galhos se quebrariam devido a seus próprios pesos; então, também seria impossível a construção de estruturas ósseas de homens, cavalos, e outros animais de forma a mantê-las unidas e permitir suas funções normais se estes animais fossem aumentados enormemente em altura; este aumento em altura poderia ser executado somente através do emprego de um material mais firme e resistente que o normal, ou pelo alargamento do tamanho dos ossos, mudando assim suas formas até que a aparência dos animais sugerisse uma monstruosidade... Se o tamanho de um corpo é diminuído, a resistência daquele corpo não é diminuída na mesma proporção; de fato, quanto menor o corpo, maior é sua resistência relativa. Portanto, um pequeno cachorro provavelmente poderia carregar em suas costas dois ou três cachorros de seu próprio tamanho; mas eu acredito que um cavalo não conseguiria carregar nem mesmo um do seu próprio tamanho.”. Além desta afirmação, Galileu apresenta diversas outras durante o seu livro. E finalmente, pelo sucesso e coerência da maioria das teorias e conclusões de Galileu Galilei, que este momento é considerado por muitos estudiosos como o início da resistência dos materiais como uma ciência.

## Esforços mecânicos
Os esforços mecânicos são o principal foco da resistência dos materiais, pois todo o estudo gira em torno de como dimensionar uma peça ou elemento de máquina para que suporte os efeitos que os esforços mecânicos gerados por uma estrutura geral ou específica estarão atuando sobre a mesma. Cada tipo de esforço possui uma forma específica de ser analisado, estudado e calculado. Para isso, é necessário utilizar-se dos conhecimentos de um dos ramos da Física: a estática, para que o equilíbrio de forças demonstre o que acontecerá com dada peça de determinado material quando submetida a certo tipo de esforço. Os cálculos de esforço mecânico estão profundamente conectados com cálculos geométricos, envolvendo estudos de secções transversais de materiais, trazendo conceitos como: momento de inércia, módulo de resistência, raio de giração. Estes conceitos estão interligados com os cálculos de análise de tensões, sendo a junção de conceitos geométricos, estática e dados referentes ao material que surge o cálculo de dimensionamento, onde procura-se desenvolver um elemento capaz de resistir a todos os esforços que estarão sendo aplicados nele durante o funcionamento da máquina, estrutura ou em qualquer lugar onde ele seja submetido a esforços.
São os esforços mecânicos:
- Tração
- Compressão
- Cisalhamento
- Flexão
- Torção mecânica
- Flexo-Torção
- Flambagem